# Чулаковка
Чулаковка (укр. Чулаківка) — село в Скадовском районе Херсонской области Украины. Центр Чулаковской сельской общины.
Население по переписи 2001 года составляло 3087 человек. Почтовый индекс — 75635. Телефонный код — 5539. Код КОАТУУ — 6522386001. 24 февраля 2022 года село было временно оккупировано войсками РФ.

## Местный совет
75635, Херсонская обл., Голопристанский р-н, с. Чулаковка, ул. Октябрьская

## Галерея

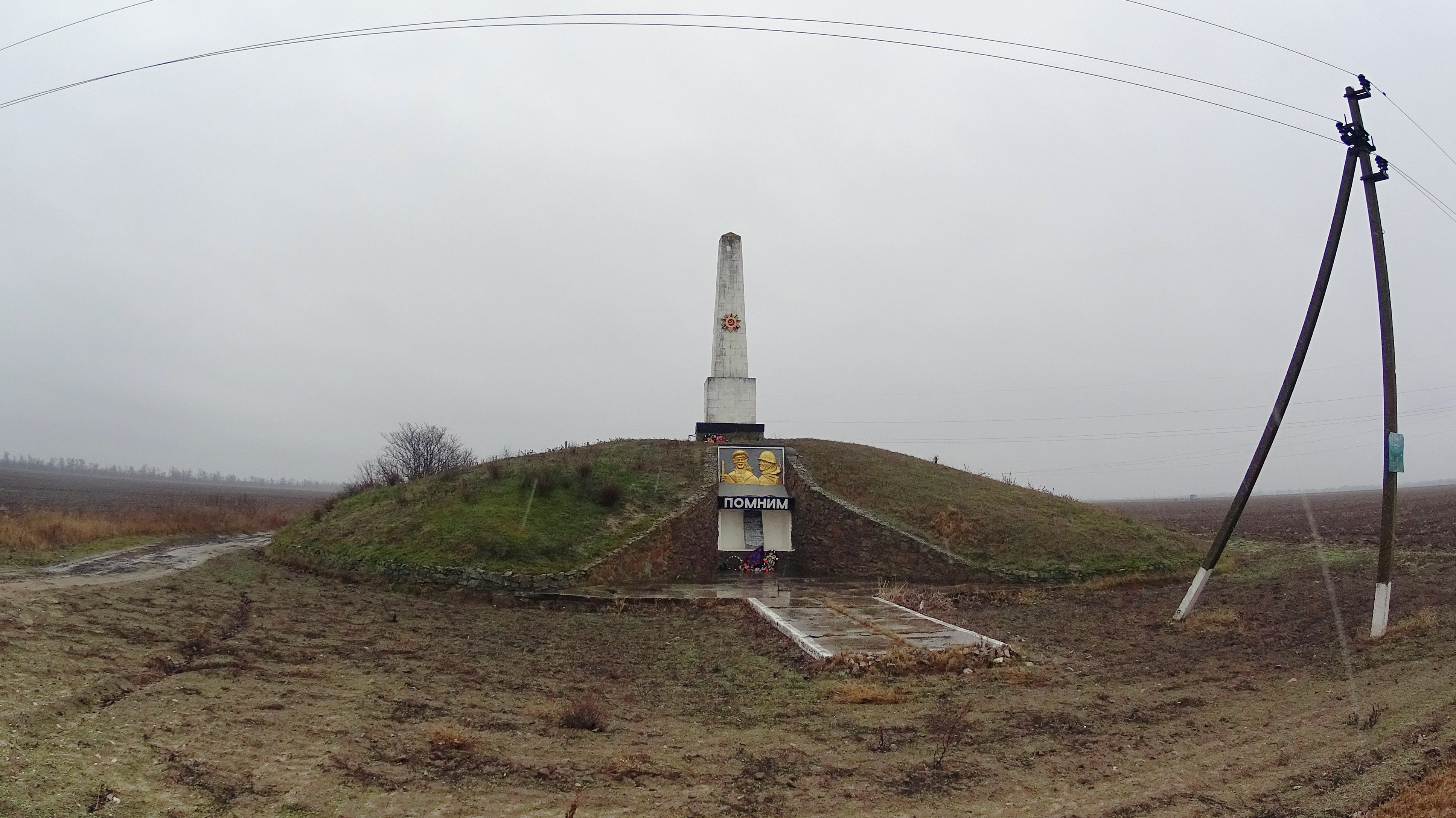
Памятник участникам Великой Отечественной войны